# Vitry-le-François
Vitry-le-François ist eine französische Stadt mit 11.349 Einwohnern (Stand 1. Januar 2022) im Département Marne in der Region Grand Est. Sie ist der Hauptort (Sitz der Unterpräfektur) des Arrondissements Vitry-le-François.

## Lage
Die Stadt liegt an der Marne in der historischen Landschaft des Perthois ca. 78 km (Fahrtstrecke) südöstlich von Reims in einer Höhe von ca. 105 m. Ungefähr 10 km südlich der Stadt befindet sich der größte Stausee Frankreichs, der Lac du Der-Chantecoq. Das Klima ist gemäßigt; Regen (ca. 650 mm/Jahr) fällt in der Regel übers ganze Jahr verteilt.
Kanäle
Eine Vielzahl von künstlichen Wasserwegen bildet hier ein Drehkreuz für die Binnenschifffahrt im Nordosten Frankreichs. Es treffen folgende Kanäle aufeinander:
- Canal entre Champagne et Bourgogne (deutsch Kanal zwischen Champagne und Burgund)
- Canal latéral à la Marne (deutsch Marne-Seitenkanal)
- Canal de la Marne au Rhin (deutsch Rhein-Marne-Kanal)

Eisenbahn
Vitry-le-François liegt an der Bahnstrecke Paris–Straßburg, die vollständig elektrifiziert ist, und ist bzw. war Endpunkt der Strecken aus Fère-Champenoise und aus Vallentigny.
Straßen
Die Nationalstraßen N4 und die N44 treffen sich hier; hinzu kommen mehrere Départementsstraßen.

## Geschichte
Die Geschichte der Stadt lässt sich bis zu den Römern zurückverfolgen; bereits unter Julius Caesar entstand in der Nähe eine Veteranenkolonie mit dem Namen Victrix („die Siegreiche“). Im Jahr 1284 fielen die Champagne und das Perthois an die französische Krone, die während des Hundertjährigen Krieges (1337–1453) unter starken Druck von allen Seiten geriet. Im Jahr 1420 wurde Vitry von den Truppen Johann II. von Luxemburg in Brand gesetzt.
Die Stadt verdankt ihren Namen dem König Franz I., der sie wieder aufbauen ließ, nachdem sie durch die Armeen von Karl V. im Jahr 1544 völlig zerstört worden war. Sie wurde jedoch nicht genau an alter Stelle wieder aufgebaut; diese befindet sich etwas nordöstlich der Stadt beim Dorf Vitry-en-Perthois, das früher Vitry-le-Brûlé hieß. Im Jahr 1626 hatte die geometrisch angelegte neue Stadt etwa 11.600 Einwohner, doch wurde deren Zahl in den Folgejahren durch den Ausbruch einer Hungersnot und einer Pestepidemie stark dezimiert.
Im August 1914, dem ersten Monat des Ersten Weltkriegs, befand sich in Vitry-le-François das Hauptquartier von Joseph Joffre. Im September 1914 fand in der Gegend um Vitry-le-François eine von vielen Marne-Schlachten statt. Im Juni 1940 wurde die Stadt durch deutsche Fliegerbomben und Artilleriebeschuss zu 80 % zerstört; vier Jahre später bombardierten die Alliierten das Bahnhofsviertel und große Teile der Stadt, die nunmehr zu über 90 % zerstört war.

### Bevölkerungsentwicklung

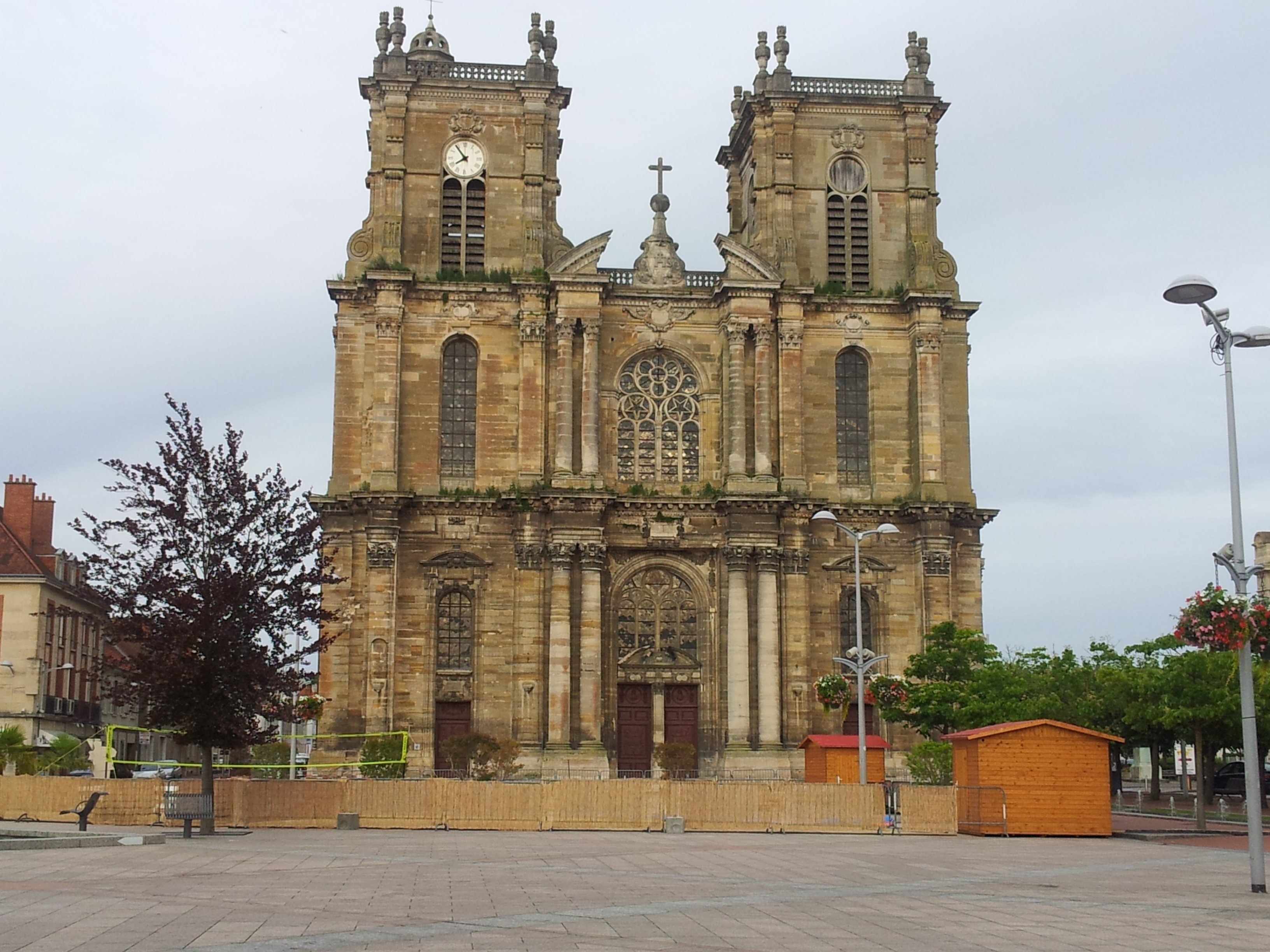
Kollegiatkirche Notre-Dame

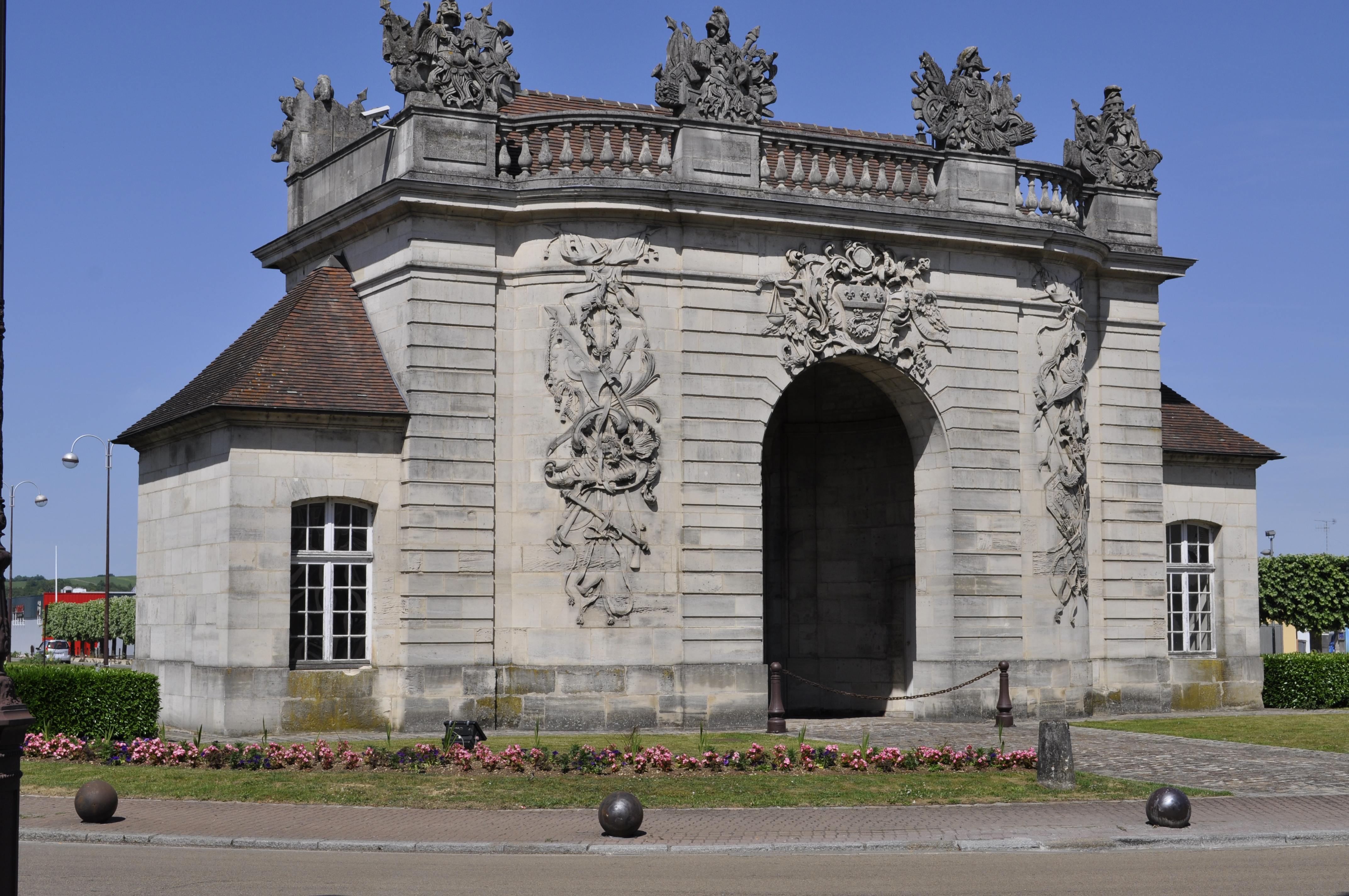
Porte du Pont

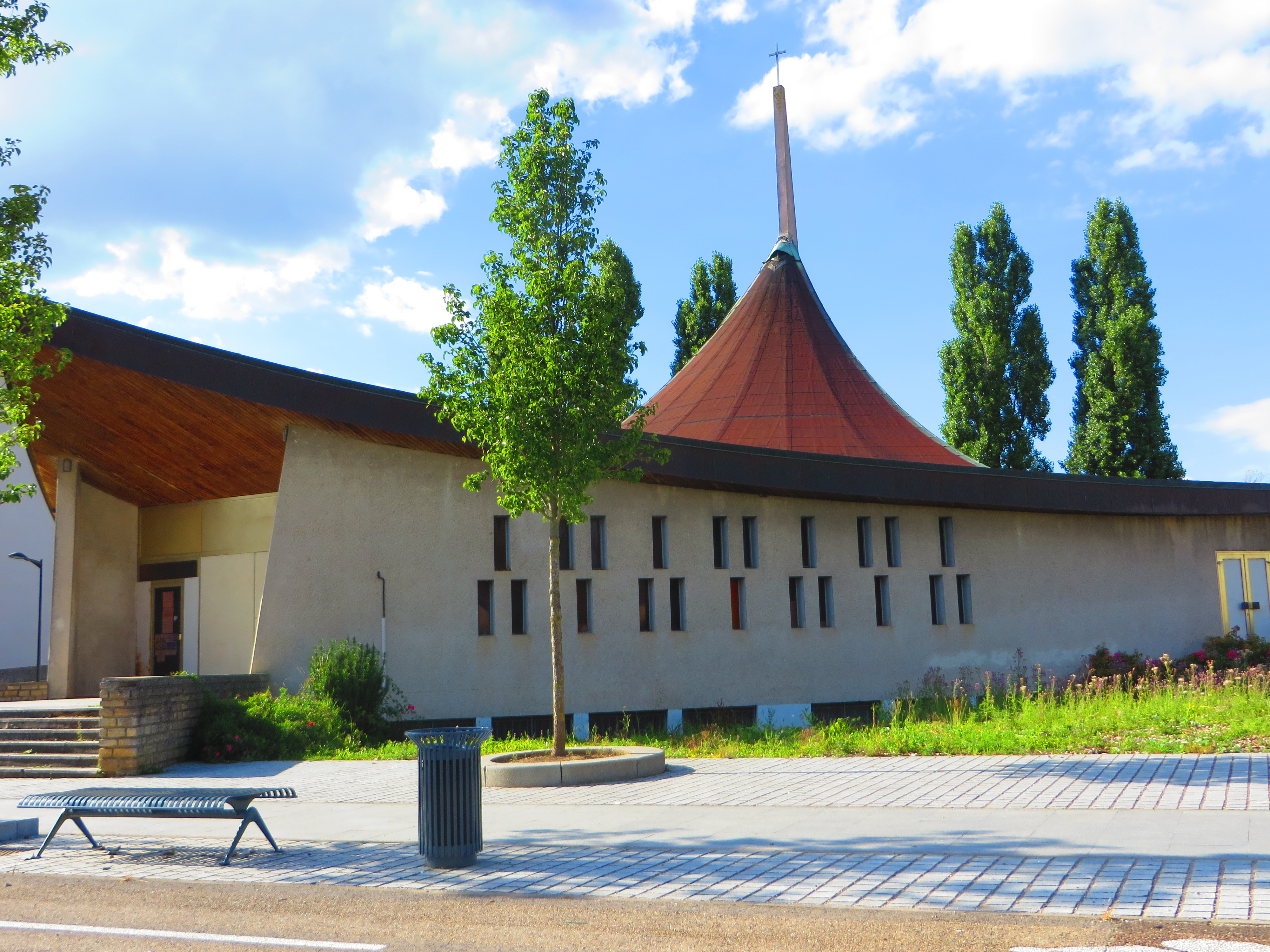
Kirche Saint-Charles-de-Foucauld

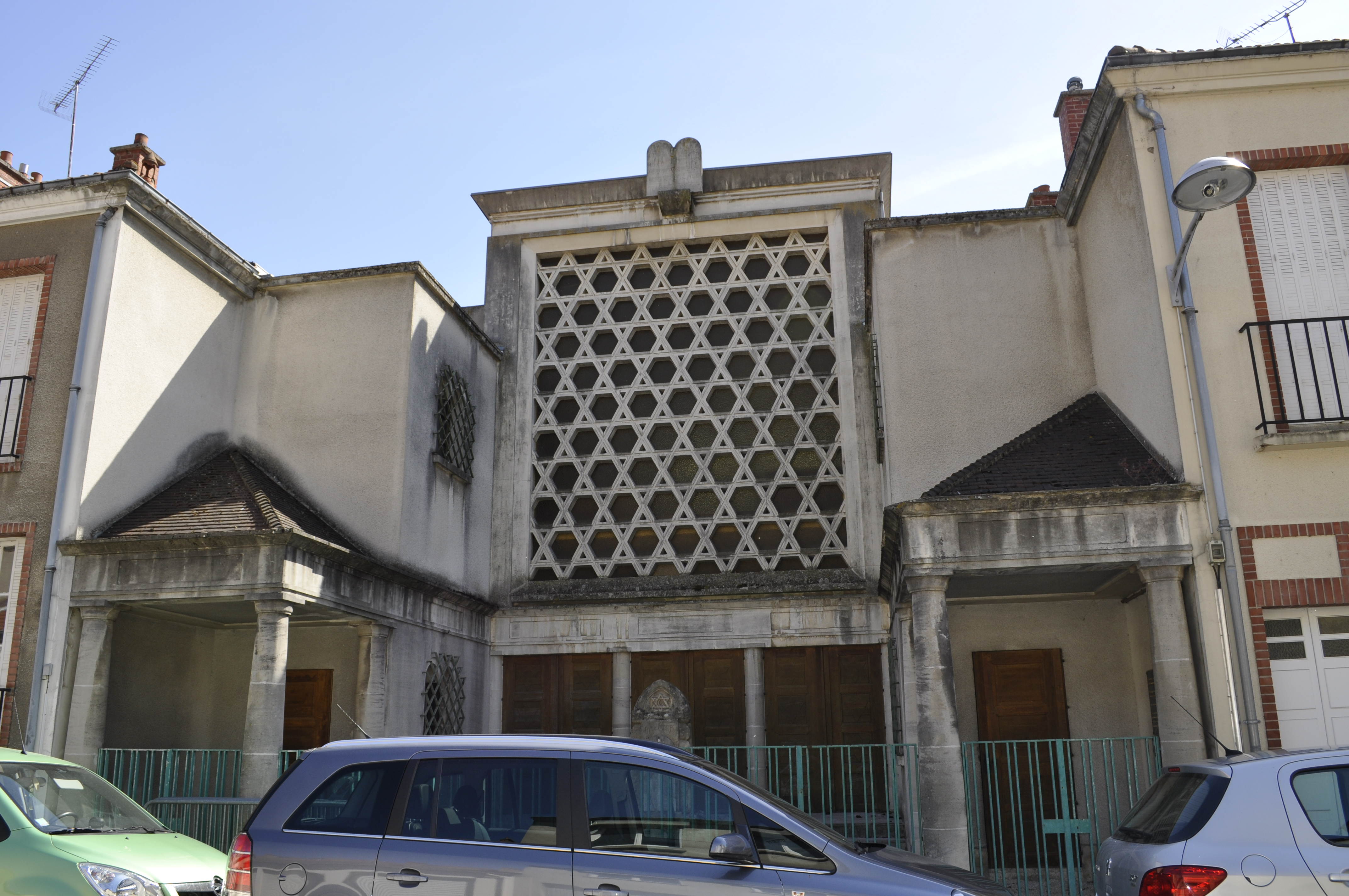
Ehemalige Synagoge

| Jahr      | 1800 | 1851 | 1901 | 1954   | 1999   | 2018   |
| Einwohner | 6925 | 7795 | 8561 | 11.131 | 16.737 | 11.743 |

## Wirtschaft
Vitry-le-François war seit seiner Neugründung im 16. Jahrhundert abhängig von der Versorgung mit Lebensmitteln aus dem Umland. Die Stadt wuchs beständig und so bestimmten bald Handwerk, Handel und diverse kleine Dienstleistungsbetriebe das Leben im Zentrum der Kleinstadt. Im 20. Jahrhundert kamen regionale und überregionale Ausbildungsstätten, Krankenhäuser und auch kleinere Industriebetriebe hinzu, von denen sich die meisten in der Zone industrielle de Vitry-Marolles niedergelassen haben.

## Sehenswürdigkeiten
- Église Notre-Dame, barocke Kollegiatkirche aus dem 17. bis 19. Jahrhundert
- Chapelle Saint-Nicolas
- Hôtel de Ville (Rathaus), es befindet sich in einem ehemaligen Franziskanerkloster des 17. Jahrhunderts
- Porte du Pont, barocker Triumphbogen (1748) zu Ehren Ludwigs XIV.
- Synagoge Vitry-le-François

## Städtepartnerschaft
- Tauberbischofsheim, (Deutschland), seit 1966

## Persönlichkeiten
- Claude Hainchelin (1643–1714), Kaufmann
- Jakob von Bechefer (1661–1731), preußischer Generalleutnant
- Johannes du Buisson (1666–1726), preußischer Generalmajor
- Abraham de Moivre (1667–1754), französischer Mathematiker
- François Jacquier (1711–1788), französischer Mathematiker, Physiker und Theologe
- Nicole Du Hausset (1713–1801), Kammerzofe der Madame de Pompadour und fiktive Autorin von Memoiren
- Étienne-Gabriel Morelly (1717–1778), französischer Philosoph
- Louis Becquey (1760–1849), französischer Jurist und Politiker
- Pierre-Joseph Leroux (1795–1870), französischer Apotheker und Chemiker
- Auguste Choisy (1841–1909), französischer Ingenieur und Architekturhistoriker
- René Gâteaux (1889–1914), französischer Mathematiker
- Jean-François Paillard (1928–2013), französischer Dirigent
- Patrick Louis (* 1955), französischer Politiker
- Guy Georges (* 1962), französischer Serienmörder

Der deutsche Mathematiker Werner Boy (1879–1914) verstarb im Ersten Weltkrieg als deutscher Soldat bei Vitry-le-François.